# Коварський Яків Мойсейович
Я́ків Мойсе́йович Кова́рський (нар. 25 січня 1883, Одеса — пом. 16 квітня 1973, Ленінград) — радянський архітектор.

## Біографія
Яків Мойсейович Коварський народився 25 січня (за старим стилем) 1883 року в Одесі в багатодітній сім'ї віленського міщанина Мойсея Яковича (Мовші Янкелевича) Коварського (1854-?) і Тауби (Тойби, Терези) Абрамівни Коварської (у дівоцтві Зенфельд, 1859 — 15 липня 1915), дочки молдавськопідданого (згодом одеського міщанина), які уклали шлюб там же 14 грудня 1878 року. Закінчив Вище художнє училище при Російській імператорській академії мистецтв у Санкт-Петербурзі (1913). Автор безлічі проєктів житлових і лікарняних будівель.
Сестра — Коварська Євгенія Мойсеївна (1895—1991), скульптор.

## Вибрані проєкти та споруди в Санкт-Петербурзі
- Прибутковий будинок на Можайській вулиці, 43 (1912—1914)
- Прибутковий будинок на Англійському проспекті, 50 (1912—1914)
- Прибутковий будинок на Садовій вулиці, 103 (1912—1914)
- Реконструкція, надбудова та перебудова будівлі колишньої Олександринської лікарні на вулиці Маяковського, 12, зведеної архітектором О. П. Брюлловим у 1844—1848 pp.
- Реконструкція лікарні ім. С. П. Боткіна (у колективі авторів)
- Реконструкція та будівництво нових корпусів лікарні ім. В. І. Леніна (Покровської) на Великому проспекті Василівського острова (1936—1939)
- Реконструкція Обухівської лікарні на Заміському проспекті, 47, — Фонтанці, 106 (1936—1939)